# Angelo Nardinocchi
Angelo Nardinocchi (Colli del Tronto, 27 novembre 1943 – Roma, 20 marzo 2025) è stato un basso-baritono e baritono italiano. Noto per la sua lunga carriera nei principali teatri d'opera italiani e internazionali. Considerato uno degli interpreti più versatili del repertorio baritonale e buffo, si è distinto per la padronanza scenica, il fraseggio incisivo e la capacità di rendere vivi personaggi di grande carattere.

## Biografia
Nato a Colli del Tronto nel 1943, si è formato presso il Conservatorio di Santa Cecilia a Roma sotto la guida di Jolanda Magnoni. Ha debuttato al Festival dei Due Mondi di Spoleto nel ruolo di Marcello ne La Bohème, ottenendo subito il plauso della critica. Uno dei suoi ruoli più celebri fu Rigoletto, che lo consacrò come interprete di riferimento del repertorio verdiano.
Consigliato dal celebre baritono Sesto Bruscantini, Nardinocchi si è progressivamente specializzato nel repertorio buffo e di carattere. Tra i ruoli più rappresentati vi sono Leporello in Don Giovanni, il Sagrestano in Tosca, Alcindoro e Benoit in La Bohème, e Fra Melitone ne La forza del destino.

## Carriera
È stato protagonista sui palcoscenici dei principali teatri italiani, tra cui:
- Arena di Verona
- Teatro dell’Opera di Roma
- Teatro San Carlo di Napoli
- Teatro Regio di Torino
- Teatro Regio di Parma
- Teatro La Fenice di Venezia
- Teatro Verdi di Trieste

Si è esibito anche all’estero, portando la sua arte in Giappone, Cina, Corea del Sud, Brasile e Stati Uniti.
Nel corso della sua carriera ha collaborato con interpreti di fama internazionale come Luciano Pavarotti, Giuseppe Tedeschi, Mirella Freni, Raina Kabaivanska, Katia Ricciarelli, Daniela Dessì e Maria Ratkova. Ha cantato sotto la direzione di celebri maestri quali Riccardo Muti, Nello Santi, Daniel Oren e ha preso parte a regie firmate da Franco Zeffirelli e Luca Ronconi.

## Stile e riconoscimenti
Dotato di una voce duttile e di una notevole presenza scenica, Nardinocchi era particolarmente apprezzato per la sua capacità di cesellare personaggi sia drammatici che comici, con una recitazione naturale e mai sopra le righe.

## Morte
È scomparso a Roma il 20 marzo 2025, all’età di 81 anni. La sua morte è stata accolta con cordoglio dal mondo dell’opera e da numerosi artisti che ne hanno ricordato la grande professionalità e l’umanità.